# Maria Leonor de Brandemburgo
Maria Leonor (Königsberg, 11 de março de 1599 – Estocolmo, 28 de março de 1655) foi a esposa do rei Gustavo II Adolfo e Rainha Consorte da Suécia de 1620 até 1632. Era filha de João Segismundo, Eleitor de Brandemburgo, com sua esposa a duquesa Ana da Prússia. Com Gustavo Adolfo, ela teve uma filha: a rainha Cristina da Suécia.

## Noivado
Em 1616, Gustavo Adolfo, na altura com vinte-e-dois anos de idade, começou a procurar por uma noiva protestante na Europa. Desde 1613 que tinha tentado obter a permissão da mãe para se casar com Ebba Brahe, uma nobre sueca, mas tal nunca aconteceu e o rei viu-se forçado a abandonar os seus planos, apesar de continuar apaixonado por ela. Recebeu relatos e descrições muito lisonjeiros sobre as qualidades físicas e mentais da bonita princesa Maria Leonor de dezassete anos. O príncipe-eleitor João Segismundo de Brandemburgo gostava da ideia da sua filha se casar com o rei sueco, mas estava muito doente depois de ter sofrido uma apoplexia no outono de 1617. A sua determinada esposa prussiana mostrou-se contra este pretendente sueco, uma vez que a Prússia era um território polaco e o rei da Polónia, Segismundo III Vasa, ainda não tinha esquecido a perda da Suécia para o pai de Gustavo Adolfo, o rei Carlos IX.
Além de Gustavo, Maria Leonor era ainda cortejada pelo jovem príncipe Guilherme de Orange-Nassau, Vladislau Vasa da Polónia, o duque Adolfo Frederico de Mecklemburgo e até o futuro rei Carlos I de Inglaterra. O irmão de Maria Leonor, Jorge Guilherme, ficou muito lisonjeado com a proposta do príncipe-herdeiro britânico e sugeriu que a sua irmã mais nova, Catarina, seria uma esposa muito mais adequada para o rei da Suécia. No entanto, para o rei, conseguir a mão de Maria Leonor era uma questão de honra. Já tinha mandado redecorar aposentos no seu castelo em Estocolmo e tinha começado a fazer planos para viajar até Berlim para apresentar o seu pedido em pessoa, quando chegou uma carta da mãe de Maria Leonor. A princesa-eleitora pedia de forma muito clara que a mãe de Gustavo impedisse esta viagem, já que esta "podia ser prejudicial para os interesses de Brandemburgo tendo em conta o estado de guerra que existe neste momento entre a Suécia e a Polónia". Escreveu também que o seu marido "está afectado pela doença que não se pode convencê-lo a aceitar seja o que for, mesmo se significasse a destruição do país". Foi uma recusa que roçou o insulto.

## Casamento e filhos

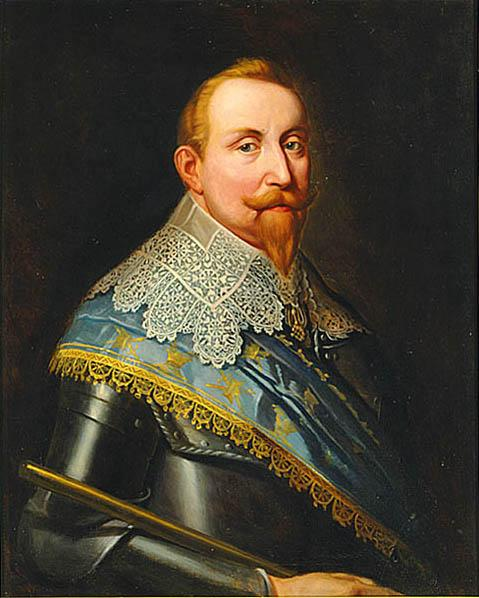
Gustavo II Adolfo da Suécia

O príncipe-eleitor João Segismundo, pai de Maria Leonor, morreu a 23 de dezembro de 1619 e a perspectiva de um casamento sueco parecia ter desaparecido com ele. Contudo, na primavera de 1620, Gustavo Adolfo chegou teimosamente a Berlim. A princesa-eleitora viúva manteve-se reservada e até se recusou a permitir que o rei se encontrasse com a sua filha. Contudo, todos os que estavam presentes repararam no interesse que a princesa parecia mostrar pelo jovem rei. Depois desta visita, Gustavo visitou outras cortes alemãs, com o objectivo confessado de ver mais algumas candidatas para casar. Quando regressou a Berlim, a princesa-eleitora viúva parece ter ficado completamente cativada pelo encantador rei sueco. Depois de fazer a sua proposta a Maria Leonor, Gustavo regressou apressadamente à Suécia para começar os preparativos para receber a noiva.
O novo príncipe-eleitor, Jorge Guilherme, que vivia na Prússia, ficou horrorizado quando descobriu o que a mãe tinha feito. Escreveu imediatamente a Gustavo Adolfo, dizendo-lhe que se recusava a dar o seu consentimento para o casamento até que a Suécia e a Polónia resolvessem as suas diferenças. Contudo, segundo um costume da família Hohenzollern, era a princesa-eleitora viúva que tinha a última palavra no que dizia respeito ao casamento da filha. Enviou Maria Leonor para um território fora do alcance de Jorge Guilherme e concluiu as negociações para o casamento sozinha.
Ana da Prússia levou consigo vários objectos de valor do seu dote antes de se juntar à filha em Brunsvique. Uma frota sueca levou as duas mulheres para Kalmar, onde Gustavo Adolfo as esperava impacientemente. O casamento celebrou-se em Estocolmo, no dia 25 de novembro de 1620. No copo de água, encenou-se uma comédia baseada na história de Olavo, o Tesoureiro. Gustavo Adolfo, nas suas próprias palavras, tinha finalmente "uma senhora de Brandemburgo no seu leito matrimonial".
Gustavo Adolfo partilhava o interesse de Maria Leonor por arquitectura e o seu amor pela música enquanto a princesa tinha uma grande devoção sentimental pelo marido, queixando-se com frequência de que nunca tinha o seu herói só para ela. Os embaixadores estrangeiros achavam-na graciosa e bonita e a princesa tinha bons gostos, apesar de mostrar alguma extravagância. Maria Leonor gostava de entretenimento e guloseimas e não demorou muito a render-se à loucura que existia na altura com bobos e duendes. Falava francês, a língua oficial da corte, mas nunca se preocupou em aprender a escrever alemão e sueco correctamente.
Seis meses depois do casamento, Gustavo Adolfo deixou a Suécia para comandar o cerco de Riga, deixando Maria Leonor sozinha nos primeiros meses da sua primeira gravidez. A princesa vivia quase exclusivamente na companhia das suas damas-de-companhia alemãs e teve grandes dificuldades para se adaptar ao povo, campo e clima suecos. Não gostava de estradas estragadas, florestas obscuras e casas de madeira com telhados de palha. Também sentia a falta do marido. Um ano depois do casamento sofreu o seu primeiro aborto e ficou gravemente doente. Era tempestuosa, excessiva, neurótica e ciumenta. Muitas vezes falava de forma extremamente violenta e não poupava o marido, mesmo na presença de estranhos. A sua vida emocional não era estável e tudo o que decidia fazer por sua própria iniciativa precisava de ser cuidadosamente vigiado. Não demorou muito até que os amigos mais chegados de Gustavo compreendessem que a sua vida matrimonial era uma fonte de sofrimento e ansiedade.
Diz-se que as circunstâncias românticas que tinham levado ao casamento, que incluíam a fuga do casal para escapar à censura do irmão, tinham feito com que Maria amasse genuinamente o seu marido, algo que era muito pouco comum para uma rainha na altura. A rainha mostrava o seu amor de forma muito aberta e pouco apropriada para a etiqueta da época, o que levava as pessoas a achá-la demasiado emocional, histérica e "feminina", o que significava que não a consideravam inteligente. O seu marido escreveu especificamente que, se um dia viesse a morrer antes do seu herdeiro atingir a maioridade, a sua viúva não poderia ter qualquer influência política. Continuou a estar apaixonado por Ebba Brahe durante o casamento, mas parece que Maria Leonor nunca reparou nisso.
No outono de 1623, Maria Leonor deu à luz uma filha, mas a bebé morreu no ano seguinte. Nesta altura, os únicos herdeiros que existiam para o trono sueco eram o odiado rei da Polónia e os seus filhos. Com Gustavo Adolfo a arriscar a vida em batalhas, um herdeiro para o trono era esperado ansiosamente. No outono seguinte, Maria Leonor ficou grávida pela terceira vez. Em maio de 1625, estava bem-disposta e insistiu em acompanhar o marido no iate real para fazer uma revista militar à frota. Não parecia haver perigo, uma vez que os navios estavam ancorados do lado de fora do castelo, mas uma tempestade súbita fez com que o iate se virasse. A rainha foi levada de urgência para o castelo, mas quando chegou lá exclamou: Jesus, não consigo sentir o meu filho! Pouco depois o tão esperado herdeiro varão nasceu morto.

## Nascimento de Cristina

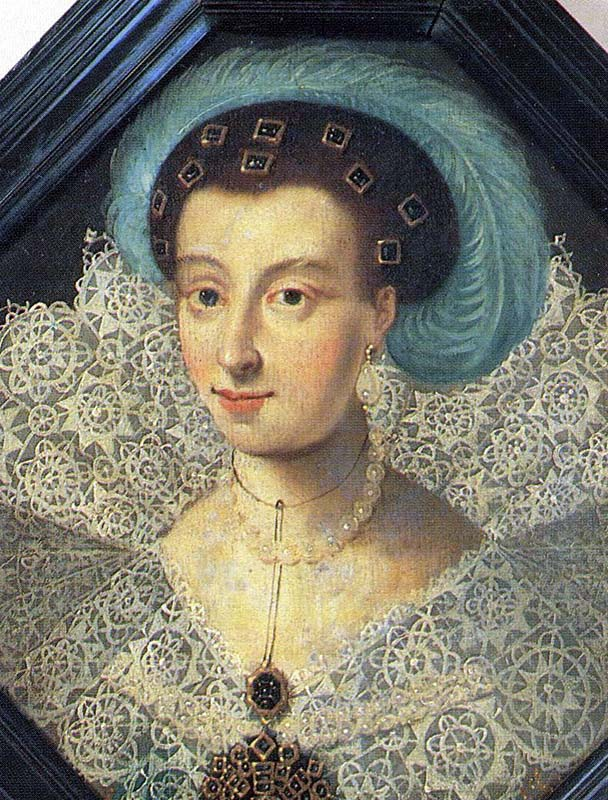
Maria Leonor

Com o inicio de uma nova guerra com a Polónia, Gustavo Adolfo teve de deixar a sua esposa novamente. É provável que a rainha tenha tido uma depressão nervosa nesta altura, como tinha acontecido em 1627, e foi provavelmente por essa razão que o rei a deixou juntar-se a ele em Livonia depois de os polacos serem derrotados em Janeiro de 1626. Em abril, Maria Leonor descobriu que estava novamente grávida. Desta vez não foram tomados riscos e os astrólogos previram que seria um rapaz e herdeiro. Durante um período mais calmo da guerra, Gustavo Adolfo apressou-se a regressar a Estocolmo para esperar a chegada do bebé. O parto foi difícil. A 7 de Dezembro, nasceu um bebé com uma pelugem que o cobria da cabeça aos pés, deixando apenas o rosto, os braços e a parte de baixo das pernas visíveis. Além do mais, tinha um grande nariz que estava coberto de pelo. Assim, assumiu-se que o bebé era um rapaz e foi isso que foi dito ao rei. Contudo, com uma inspecção mais cuidadosa, chegou-se à conclusão de que afinal o bebé era uma menina. Foi a meia-irmã de Gustavo, Catarina, que o teve de informar que a criança era uma menina. A princesa levou a bebé nos braços até ao rei para que ele a visse e percebesse sozinho o que ela não se atreveu a dizer-lhe. Gustavo Adolfo disse: Vai ser esperta, já que nos enganou a todos. A sua desilusão não demorou muito tempo e decidiu que a bebé se devia chamar Cristina em honra da sua mãe. Deu ordens para que o nascimento fosse anunciado com toda a solenidade dada normalmente ao nascimento de um varão. Tal parece indicar que Gustavo Adolfo, na altura com trinta-e-três anos de idade, não tinha grandes esperanças de ter mais filhos. O estado de saúde de Leonor pôde ser a explicação mais provável para esta atitude. Contudo, os quadros e actos da rainha não parecem mostrar que ela tivesse alguma fragilidade física.
Algum tempo depois do nascimento, Maria Leonor ainda não estava em condições de saber a verdade sobre o sexo da bebé, por isso o rei e a corte esperaram vários dias até lhe dar a notícia. A rainha gritou: Em vez de um filho, deram-me uma filha escura e feia com um nariz grande e olhos pretos. Levam-na da minha vista, não vou cuidar de tal monstro! Pode ter sofrido de depressão pós-parto, visto que, no meio da sua loucura, Maria tentou até magoar a sua própria filha. Nos seus primeiros anos de vida, Cristina tinha vários acidentes. Uma vez caiu misteriosamente do berço, noutra ocasião caiu "acidentalmente" pelas escadas abaixo. Houve ainda outro incidente em que a ama de leite foi culpada de deixar cair a bebé num chão de pedra, ferindo-lhe um ombro. Por causa deste acidente, Cristina foi um pouco coxa toda a sua vida.
No ano a seguir ao nascimento de Cristina, foi dito que Maria Leonor estava num estado de histeria devido às ausências do marido. Em 1632, Gustavo Adolfo descreveu a sua mulher como uma mulher muito doente. O seu estado pode, de certa forma, perdoar-se: tinha perdido três bebés e ainda se sentia exilada numa terra estrangeira e inimiga, ainda mais de, depois de 1627, o seu irmão se ter juntado aos inimigos da Suécia. Entretanto, a vida do seu marido estava constantemente em perigo quando combatia. Em 1627, Gustavo Adolfo ficou ferido e doente. Dois anos depois escapou por pouco em Stuhm.
Gustavo Adolfo era muito dedicado à filha e tentou educá-la como um rapaz. Aos dois anos de idade, a bebé batia palmas e ria-se de alegria ao ouvir os grandes canhões do Castelo de Kalmar a lançar as salvas reais. Depois, Gustavo levava muitas vezes a sua pequena filha consigo a revistas militares. Maria Leonor mostrava pouco afecto à filha e não teve qualquer influência na educação dela. A princesa foi entregue aos cuidados da meia-irmã de Gustavo, a princesa Catarina, e do chanceler Axel Oxenstierna.
Em 1630, Gustavo Adolfo chegou à conclusão de que o interesse dos Habsburgo de conquistar a supremacia no Báltico ameaçavam a existência da Suécia e da sua liberdade religiosa. Antes de partir para se juntar à Guerra dos Trinta Anos, discutiu a possibilidade de criar um conselho de regência com membros do governo e admitiu que a sua esposa era uma mulher miserável. Mesmo assim, o rei não tinha coragem de nomear um conselho de regência no qual o nome da rainha não aparecesse. Confessou a Axel Oxenstierna que se alguma coisa me acontecer, a minha família vai-lhe fazer pena (...) a mãe não possui qualquer senso comum, a filha ainda é menor - é um caso perdido caso este conselho governo e perigosa caso apareça alguém a mandar neles.

## Viuvez
Nos dois anos que se seguiram, Gustavo Adolfo marchou por uma Alemanha devastada, conquistando a Pomerânia e Mecklemburgo. No inicio de novembro de 1632, foi até Erfurt para se despedir de Maria Leonor, que tinha estado na Alemanha desde o inverno anterior. Durante a Batalha de Lützen, Gustavo, de trinta-e-nove anos, foi atingido por um tiro nas costas. Caiu e foi arrastado durante algum tempo pelo seu cavalo. Conseguiu libertar-se do estribo, mas enquanto estava estendido no chão, o "Leão do Norte" foi morto com um tiro na cabeça. Com o cair da noite ambos os exércitos estavam exaustos, mas o duque Bernardo de Saxe-Weimar e os suecos tinham conseguido confiscar toda a artilharia austríaca e tinham conquistado a posição mais importante no terreno. O corpo do rei foi encontrado de barriga para baixo, o seu rosto enterrado na lama. Todos os seus bens tinham sido saqueados, à excepção da camisola.
Em 1633, Maria Leonor regressou à Suécia com o corpo embalsamado do marido. A rainha Cristina, de sete anos, chegou a Nicopinga numa procissão solene para receber o navio onde viajava a sua mãe. Mais tarde escreveu: Abracei a rainha, a minha mãe, ela cobriu-me com as suas lágrimas e quase me asfixiou nos seus braços.
Durante mais de um ano, Maria Leonor condenou Cristina, uma criança activa e animada, a um isolamento terrível de luto em salas onde as janelas eram cobertas com cortinas negras e iluminadas com velas dia e noite, das quais qualquer raio de sol era excluído. Obrigava a filha a dormir com ela numa cama onde pendia o coração do pai numa caixa dourada. A situação piorava com o choro constante da rainha-viúva. Cristina, que tinha uma deformação nos ombros (um era maior do que o outro), detestava os anões e bobos da mãe. Pouco depois ficou gravemente doente: uma úlcera surgiu no seu peito direito, dando-lhe grandes dores e ataques de febre até desaparecer. No verão de 1634, o cortejo funerário do rei chegou finalmente a Estocolmo. A rainha Cristina escreveria depois sobre a mãe: Interpretou o seu papel de luto na perfeição.
Maria Leonor tinha entrado num longo período de depressão nervosa e tinha frequentes ataques de sofrimento. Era mais difícil do que nunca esconder o seu ódio pelas rochas e montanhas, o ar gelado e tudo o resto da Suécia. Preservou a memória do marido que considerava o seu herói o resto da vida. Chorava horas e até dias seguidos. Quando o conselho de regência tentou separar a rainha Cristina da mãe, Maria Leonor chorou e protestou tão amarguradamente que nada foi feito.

## Relação com a rainha Cristina

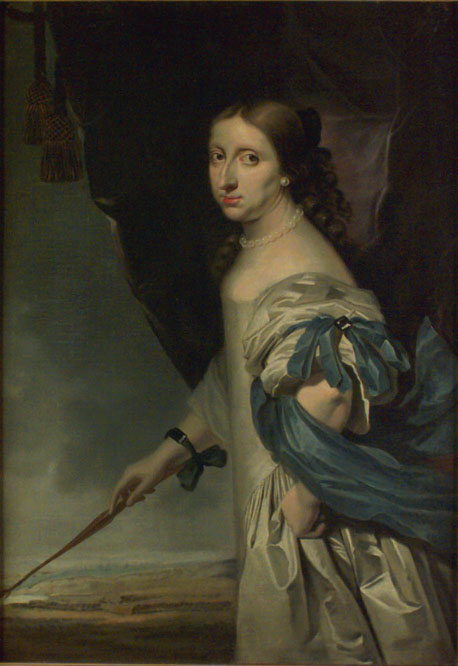
Rainha Cristina da Suécia

Em 1636, Maria Leonor foi levada para o Castelo de Gripsholm e perdeu oficialmente os seus direitos maternais sob a sua filha por, em certas ocasiões, ficava completamente louca. Em 1639 foi interceptada uma carta escrita por ela, dirigida ao arqui-inimigo da Suécia, o rei Cristiano IV da Dinamarca. Depois de ser convocada, Maria Leonor apareceu na corte da filha lavada em lágrimas no verão de 1640. A rainha Cristina, na altura com treze anos, tentou mostrar a razão à sua mãe e persuadiu-a a mudar-se para Nicopinga, perto da Dinamarca. Depois disso, Maria Leonor regressou a Gripsholm. Para levar a cabo um dos frequentes períodos de jejum, isolou-se no seu quarto com uma das suas damas-de-companhia, Anna Sofia von Bülow. Maria Leonor escrevia com frequência à filha Cristina e, numa dessas cartas, pediu permissão para que seu exílio e da corte alemã no Castelo de Gripsholm acabasse. Cristina respondeu cuidadosamente, sabendo que o conselho de regência nunca permitira tal coisa. Com o passar do tempo, a sua mãe pediu para deixar a Suécia. Cristina convidou-a a visitar Estocolmo e tentou convencê-la a ficar no país. Nessa noite, Maria Leonor e a sua dama-de-companhia saltaram de uma janela e foram levadas de barco até a outra margem de um lado próximo onde eram esperadas por uma carruagem. 
As duas senhoras foram levadas para Nicopinga onde entraram a bordo de um navio dinamarquês. O rei Cristiano IV da Dinamarca queria que o navio a levasse directamente para Brandemburgo, mas a rainha-viúva conseguiu convencer o capitão a levá-la para a Dinamarca. Lá, foi bem-recebida pelo rei dinamarquês, o que não fez com que Maria Leonor gostasse mais do país. Queria regressar a Brandemburgo, mas sabia que o seu irmão, o príncipe-eleitor, iria pedir uma compensação financeira à Suécia, onde o conselho de regência estava desejoso de lhe retirar o rendimento e propriedades. Finalmente, Cristina, ainda uma adolescente, conseguiu negociar um rendimento para a mãe para o qual contribuía com o seu próprio dinheiro.
Maria Leonor acabaria por ficar na Dinamarca. O príncipe-eleitor recusou-se a receber a irmã em Brandemburgo, por isso Maria Leonor teve de esperar pela morte dele em Dezembro desse ano antes de poder visitar Brandemburgo com a permissão do sobrinho. Mesmo assim, o novo príncipe-eleitor insistiu que a Suécia tinha de providenciar um rendimento para financiar as despesas da tia. Maria Leonor recebia uma pequena pensão de 30 000 escudos por ano. 
Depois de algum tempo, surpreendentemente, Maria começou a ter saudades da Suécia e, em 1648, regressou. A rainha Cristina foi receber o navio da mãe. O navio foi atrasado por uma tempestade e a jovem rainha dormiu ao relento durante duas noites, contraindo uma febre que a prendeu à cama por alguns dias. Em outubro de 1650, Maria esteve presente, com orgulho, na cerimónia de coroação da filha. Foi nesta altura que Cristina lhe ofereceu o Castelo de Makalös, que ficava perto do castelo real em Estocolmo. O castelo, que tinha sido alugado pela rainha, teria sido muito caro, mas Cristina devolveu-o em 1652.
Em junho de 1654, Cristina chocou a Suécia quando decidiu abdicar a favor do seu primo, o príncipe Carlos Gustavo. Converteu-se ao catolicismo em novembro de 1655, já depois da morte da mãe. Maria Leonor não concordou com a abdicação, temendo o efeito que esta teria nas suas finanças. Estava horrorizada com a situação quando os primos a visitaram na sua residência em Nicopinga em abril de 1654. Cristina e Carlos Gustavo prometeram à rainha-viúva que nada lhe faltaria. Assim, Maria Leonor testemunhou a abdicação da filha e morreu no dia seguinte. Nessa altura, a ex-rainha Cristina estava a viver em Bruxelas.

## Genealogia
| Maria Leonor de Brandemburgo | Pai: João Segismundo de Brandemburgo | Avô paterno: Joaquim III Frederico de Brandemburgo | Bisavô paterno: João Jorge de Brandemburgo         |
| Maria Leonor de Brandemburgo | Pai: João Segismundo de Brandemburgo | Avô paterno: Joaquim III Frederico de Brandemburgo | Bisavó paterna: Sofia de Legnica                   |
| Maria Leonor de Brandemburgo | Pai: João Segismundo de Brandemburgo | Avó paterna: Catarina de Brandemburgo-Küstrin      | Bisavô paterno: João de Brandemburgo-Küstrin       |
| Maria Leonor de Brandemburgo | Pai: João Segismundo de Brandemburgo | Avó paterna: Catarina de Brandemburgo-Küstrin      | Bisavó paterna: Catarina de Brunswick-Wolfenbüttel |
| Maria Leonor de Brandemburgo | Mãe: Ana da Prússia                  | Avô materno: Alberto Frederico da Prússia          | Bisavô materno: Alberto da Prússia                 |
| Maria Leonor de Brandemburgo | Mãe: Ana da Prússia                  | Avô materno: Alberto Frederico da Prússia          | Bisavó materna: Ana Maria de Brunswick-Lüneburg    |
| Maria Leonor de Brandemburgo | Mãe: Ana da Prússia                  | Avó materna: Maria Leonor de Cleves                | Bisavô materno: Guilherme de Jülich-Cleves-Berg    |
| Maria Leonor de Brandemburgo | Mãe: Ana da Prússia                  | Avó materna: Maria Leonor de Cleves                | Bisavó materna: Maria da Áustria                   |